# Svenska mästare (musikalbum)
Svenska mästare är ett album från 1985 med Lill-Nickes från Halmstad, som blivit delade Svenska Mästare i gammaldans samma år.[källa behövs]
Medverkande på inspelningen var Dan Larsson på dragspel och bas, Anders Jönsson på sång, gitarr och klaviatur, Bengt Svensson på trummor, Sven-Inge Andersson på bas, gitarr, steelguitar och dragspel och Michael Sandberg på fiol, gitarr, bas och sång.

## Låtlista
Sida A
1. "Gatloppet" (Dan Larsson)
2. "Dansen på Sunnanö" (Evert Taube)
3. "Jularboschottis" (Carl Jularbo)
4. "Nibblarn" (Lars-Erik Jansson)
5. "Polska i du och moll" (trad.arr.Dan Larsson)
6. "Spottkoppen" (Dan Larsson)
7. "Djurgårdsfärjan" (Eric Öst)
8. "Hängläppen" (Dan Larsson)
9. "Frejas snoa" (Michael Sandberg)
10. "Flickorna kring Siljan" (Hilmer Borgeling)
11. "Fiolen min" (Jon-Eric Öst)

Sida B
1. "Jämtschå" (Lars Erik Jansson)
2. "Schottis från Gol" (trad.arr.Dan Larsson)
3. "Solglitter" (Henry Fox)
4. "Uppulla polka" (Dan Larsson-Michael Sandberg)
5. "Pelles rullpolska" (Pelle Schenell)
6. "Polka från Öppinge" (trad.arr. Dan Larsson-Michael Sandberg)
7. "Schottis efter plog-Anders" (trad.arr. Dan Larsson)
8. "Ett sjömansbrev (Einar Westling)
9. "Stallyktan" (Dan Larsson)
10. "Stäm fiolen" (Åke Jonsson)
11. "Myrstacken" (Eric Öst)